# The Notorious B.I.G.
Christopher George Latore Wallace (Nueva York, Nueva York; 21 de mayo de 1972 - Los Ángeles, California; 9 de marzo de 1997), más conocido por su nombre artístico The Notorious B.I.G., Biggie Smalls o simplemente Biggie, fue un rapero, compositor, productor discográfico y actor estadounidense.Es considerado como uno de los raperos más importantes de todos los tiempos, y de los más influyentes de la historia del rap. Arraigado en el hip hop de la costa este y particularmente en el gangsta rap. Wallace se hizo conocido por su distintiva y relajada entrega lírica, compensando el contenido a menudo sombrío de las letras. Su música era a menudo semiautobiográfica, hablando de penurias y criminalidad, pero también de libertinaje y celebración.
Lanzó el álbum aclamado por la crítica Ready to Die (1994) y se convirtió en el rey del rap de la Costa este, que tanto rivalizaba con la Costa oeste. Su carrera estuvo marcada por las continuas disputas entre Bad Boy Records y Death Row Records. Su doble disco Life After Death, lanzado poco después de su muerte, alcanzó el número 1 en las listas de discos en Estados Unidos y fue certificado Diamante en 2000, uno de los pocos discos de hip hop que ha recibido esta certificación.
El 9 de marzo de 1997, Wallace fue asesinado por un desconocido en un tiroteo en Los Ángeles. Wallace destacó por su «lento y tranquilo flow», letras oscuras semiautobiográficas y habilidades en la narración de cuentos.Dos álbumes más han sido publicados póstumamente. Se han vendido 17 millones de copias en los Estados Unidos.

## Biografía
Nació en Bed-Stuy, sección de Brooklyn, Nueva York. Su padre abandonó el hogar cuando Wallace contaba con apenas dos años, y pasó su infancia viviendo con su madre, Voletta, quien era profesora de matemáticas.
Wallace fue al instituto Westinghouse en Downtown Brooklyn, junto con los futuros MC's y colaboradores Jay-Z y Busta Rhymes. Empezó a traficar drogas cuando tenía alrededor de doce años. Abandonó la escuela a los diecisiete años, dejó sus estudios inacabados para seguir siendo traficante. En 1989, fue arrestado por cargos de armas en Brooklyn y condenado a cinco años de libertad condicional. Un año más tarde, Wallace fue arrestado en Carolina del Norte.
Con un bebé por nacer, Wallace decidió comenzar su carrera de rapero y empezó a asistir a batallas de rap en su barrio, Bed-Stuy. Más adelante grabó una cinta con Mr. Cee, el que fuera DJ del MC de Brooklyn Big Daddy Kane. Esta cinta llegó a la revista The Source y cogieron a B.I.G. para su columna "Unsigned Hyppie", dedicada a aspirantes a raperos.

## Carrera musical
La cinta llegó a las manos de Sean "Puffy" Combs, por entonces empleado de Uptown Records. Posteriormente organizó un encuentro con Wallace. Combs y Wallace se hicieron amigos inmediatamente, actuando juntos en la canción de reggae "Dolly My Baby" de Super Cat en 1992.

Mural de Wallace.

El primer sencillo de Wallace fue "Party and Bullshit". Apareció por segunda vez en el mainstream con las remezclas de los éxitos de Mary J. Blige "Real Love" y "What's the 411". También apareció en la remezcla del "Flava In Ya Ear" de Craig Mack. Además, también se dejó ver en el álbum One Million Strong en una canción llamada "Running (From The Police)" con 2Pac y Dramacydal, y grabó con Heavy D (de Uptown Records) en las canciones "A Bunch Of Niggas" (junto con 3rd Eye, Gurú, Rob-O y Busta Rhymes) y "Let's Get It On" (con 2Pac y Grand Puba de Brand Nubian). Todas estas colaboraciones ayudaron a Wallace para darse más a conocer en el mundo del rap antes de su debut en solitario.
En 1994 lanzó "Juicy", su primer sencillo de éxito. También grabó Ready to Die, su álbum debut, considerado uno de los clásicos de todos los tiempos del hip hop y del East Coast rap. El álbum incluye uno de los más famosos "Big Poppa", que samplea a los Isley Brothers.

Mural de arte abstracto en el que se lo ve a B.I.G., hecho en Tiflis, Georgia.

En 1995, Junior M.A.F.I.A. (Junior Masters At Finding Intelligent Attitudes), protegidos de Wallace, lanzó el álbum Conspiracy. Ese mismo año, Biggie introdujo en el mainstream a Lil' Kim y Lil' Cease. Su sencillo "One More Chance" debutó #5 en las listas de pop, empatado con "Scream/Childhood" de Michael Jackson como el mayor debut de un sencillo en la historia de la música por entonces, récord que superó el propio Jackson posteriormente con "You Are Not Alone", que debutó en el n.º 1. "One More Chance", que samplea la canción de R&B "Stay With Me", fue una remezcla de la canción de mismo nombre que originalmente aparecía en Ready to Die. "One More Chance" fue también su sencillo de más ventas, siendo platino en cuestión de unas pocas semanas.
También en 1995, Wallace apareció en "This Time Around" de Michael Jackson, del álbum HIStory. Pero esta no fue la única canción del Rey en la que aparece Biggie, ya que en 2001, Michael Jackson incluyó un verso de rap cantado por Biggie en su tema "Unbreakable", del álbum Invincible. 
A finales de 1995, Wallace se convirtió en uno de los más famosos y populares raperos de todo el mundo. Fue nombrado "Lyricist Of The Year" por The Source, y muchos le apodaban "King Of New York".

## Estilo

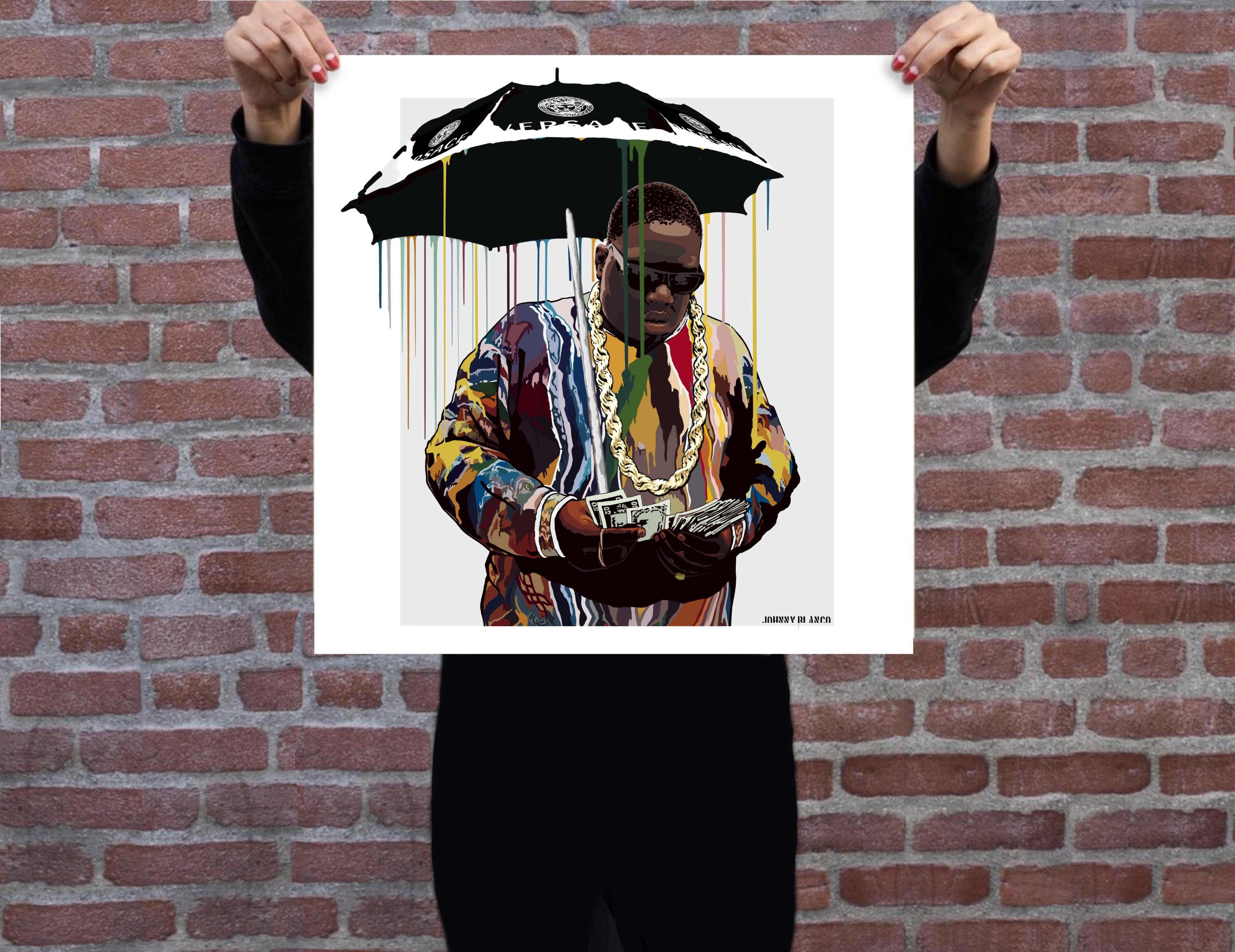
Arte de Christopher Wallace situado en su lugar natal, Brooklyn, Nueva York.

Desde los inicios de su carrera, Biggie destacaba por su contenido explícito y directo, involucrado en letras de hip-hop gangsta. Su contenido lírico trataba sobre pandilleros o mafiosos, una postura que hizo que su vida estuviese involucrada en el crimen, en drogas y armas.
Tenía un estilo nuevo en aquellos tiempos, un flow adaptado a cada base y por el cual se diferenciaba de la otra "estrella" del momento, Tupac Shakur, el flow de Notorious era más pausado fluyendo en cada instrumental.
Solía hablar de temas relacionados con la droga, violencia y el cambio de vida que se produjo gracias a su reconocimiento en el mundo del hip-hop, así en el tema "Juicy" da alarde de lo que solía soñar se hizo realidad.

## Rivalidad
Aunque Ready to Die convirtió a Biggie en una estrella, es más célebre por su participación en la infame rivalidad entre el rap de la Costa Este y el de la Oeste. Antes de que fuera lanzado, se asoció con el rapero Tupac Shakur. Ambos grabaron juntos un gran número de canciones, e incluso realizaron un ahora famoso freestyle en el Madison Square Garden de Nueva York en 1994. Sin embargo, la amistad se termina cuando Tupac recibe 5 disparos a quemarropa en las afueras del estudio Quad Recording Studios en Times Square, Nueva York en noviembre de ese mismo año en un confuso incidente. Aunque no se hallaron pruebas, la representación legal de Tupac denunció que Sean Combs y Wallace, estaban involucrados en el suceso. Shakur posteriormente firmaría con Death Row Records tras cumplir condena por abusos sexuales a finales de 1995, cargos ante los cuales siempre se declaró inocente, y que luego la justicia le declaró inocente.

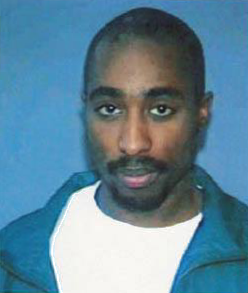
Después de que Tupac Shakur; acusara a Wallace de estar involucrado en su tiroteo, los dos pasaron de ser amigos a rivales.

Death Row Records y Bad Boy Entertainment fueron los sellos discográficos más exitosos de la década de los 1990, y con las dos estrellas ahora en diferentes sellos, las disputas se intensificaron. En 1996, Tupac grabó una canción llamada "Hit 'Em Up", en la que dice que se acostó con la esposa de Wallace Faith Evans y que Biggie copió su estilo. Se cree que tras el tiroteo en los estudios Quad el tema que grabó Biggie Who Shot Ya? se tomó como una provocación hacia 2pac aunque incluso ambos se encontraron antes de los Premios MTV de 1996. Sin embargo, cuando Tupac fue asesinado en Las Vegas, los rumores de la posible participación de Notorious B.I.G. en el asesinato surgieron inmediatamente. Él negó las alegaciones. También por entonces, Biggie tuvo un accidente de tráfico en el que se rompió una pierna y ello le obligó a usar bastón por el resto de su vida.

## Asesinato
El 9 de marzo de 1997, Biggie asistió a la Soul Train Music Awards en el Museo Peterson de Automoción en Wilshire Boulevard, Los Ángeles. Otros invitados eran Busta Rhymes, Heavy D, Da Brat, Aaliyah, Jermaine Dupri, Jagged Edge y Sean "Puffy" Combs.

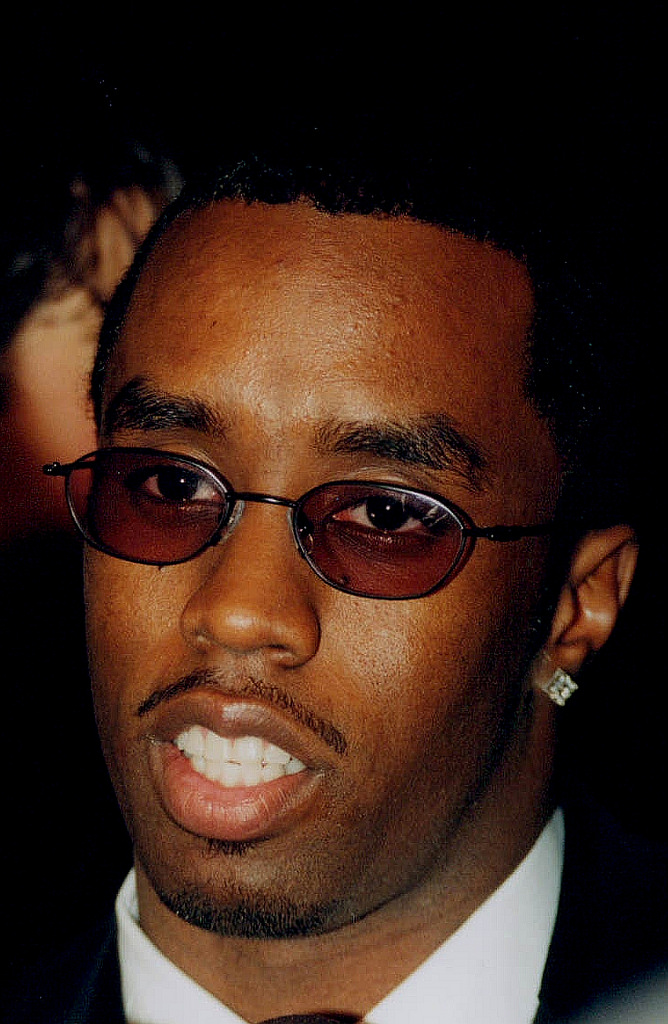
Puff Daddy CEO de Bad Boy Records, El detective retirado del Departamento de Policía de Los Ángeles, Greg Kading cree que Suge Knight contrató a Fouse “Pochie” para matar a Biggie y vengar la muerte de Tupac Shakur, a través de su novia, Theresa Swann. Kading alega que Shakur fue asesinado bajo las órdenes de Combs. Diddy quien negó que él hubieran participado en el tiroteo.

Cuando la fiesta terminó, Biggie se retiró en un GMC Suburban verde con sus amigos. Sobre las 0:45 la calle estaba atestada de la gente que abandonaba el evento. El coche de Biggie paró en un semáforo a unos 45 metros del museo. Esperando la luz verde para acelerar, un Chevrolet Impala negro paró junto al coche de Wallace. El conductor del Chevy bajó su ventana y sacó un arma con la que disparó al GMC Suburban; cuatro tiros golpearon el pecho de Biggie. Mientras se creía que falleció al instante, fue rápidamente trasladado al Cedars Sinai Medical Center en el centro de Los Ángeles, donde los médicos efectuaron una toracotomía de urgencia pero fue declarado muerto a la 1:15 a. m., a los 24 años. Su autopsia, la cual fue hecha pública 15 años después de su muerte, por causas que se desconocen, mostró que solo un disparo fue mortal, el cual penetró a través de la cadera derecha y dañó el colon, hígado, corazón y el pulmón derecho antes de detenerse en el hombro izquierdo.

### Funeral
El funeral de Wallace fue realizado en Frank E. Campbell Funeral Chapel de Manhattan el 18 de marzo de 1997. Asistieron 350 dolientes al funeral, incluidos Lil' Cease, Queen Latifah, Mase, Faith Evans, SWV, Jay-Z, Damon Dash, DJ Premier, Charli Baltimore, Da Brat, Flavor Flav, Mary J. Blige, Lil' Kim, Run-D.M.C., DJ Kool Herc, Treach, Busta Rhymes, Salt-N-Pepa, DJ Spinderella, Foxy Brown y Sister Souljah. David Dinkins y Clive Davis también asistieron al funeral. Después del servicio, su cuerpo fue cremado y sus cenizas fueron entregadas a su familia.

Mural de Biggie & Alfred Hitchcock

Personas cercanas a él aseguran que su muerte fue una venganza por el asesinato, seis meses antes en Las Vegas, Nevada de su rival Tupac Shakur, también tiroteado en su automóvil cuando se encontraba al lado de Knight.
Su familia presentó una demanda civil contra la policía y el municipio de Los Ángeles, California en el 2002 en la cual sostenían que fue un policía quien lo mató. El FBI cerró la investigación del asesinato en 2005. Su conclusión fue que no había evidencias suficientes para procesar a ningún sospechoso.

## Carrera póstuma
Life After Death, el segundo álbum de Biggie, debutó #1 en las listas. El álbum fue lanzado dos semanas después de su muerte. El primer sencillo fue "Hypnotize", que también era el último video musical en el que participó. El álbum vendió 18 millones de copias en todo el mundo, el primer día se vendieron 2 millones de copias. El mayor éxito fue "Mo Money, Mo Problems" junto con Sean Combs (ya bajo el alias de "Puff Daddy") y Mase. El tema era un sample de "I'm Coming Out" de Diana Ross. El vídeo es notable por dar comienzo a la era "Shiny Suit" (algo así como "Traje Brillante") en el hip hop. El último sencillo de Life After Death fue "Sky's The Limit" con 112. El video de la canción, dirigido por Spike Jonze, aparecen niños que retratan a Biggie y a sus contemporáneos, como Combs, Lil' Kim y Busta Rhymes. Esta técnica ha sido recientemente usada en el video del tema "Poppin' My Collar" de Three 6 Mafia.

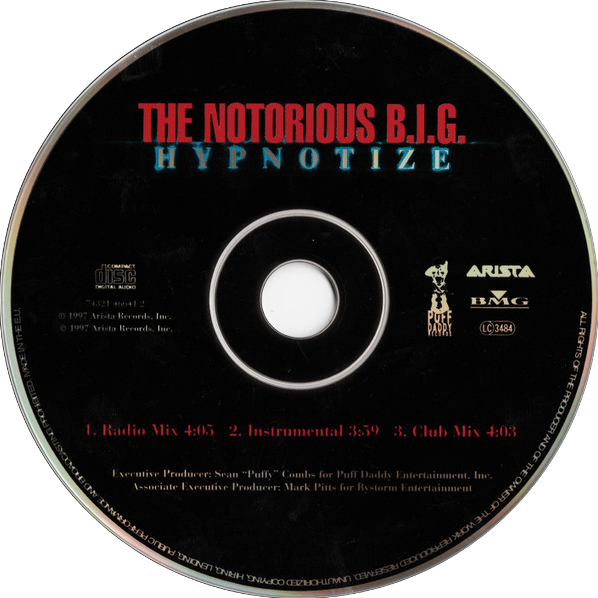
Hypnotize es una canción interpretada por The Notorious B.I.G.. Fue publicado el 1 de mayo de 1997 como el sencillo principal de su segundo y último álbum de estudio, Life After Death. La última canción lanzada antes de su muerte en un tiroteo desde un vehículo en marcha una semana después.

Durante el verano de 1997, Combs lanzó su álbum debut No Way Out, en el que Biggie aparece en muchas canciones, entre ellas en los coros del sencillo "Been Around the World" sobre un sample de David Bowie ("Let's Dance"). Sin embargo, el sencillo que se llevó la mayor parte del éxito fue "I'll Be Missing You", dedicado a la memoria de Wallace. En la canción, que samplea el éxito "Every Breath You Take" de The Police, colaboran la viuda de Biggie, Faith Evans, y el grupo 112. En los MTV Video Music Awards de 1997, todos estos artistas cantaron la canción junto con Sting, el líder vocalista del antiguo grupo The Police.
En 1999, Combs lanzó el tercer álbum de Notorious B.I.G., Born Again. Tuvo dos sencillos: "N.O.T.O.R.I.O.U.S.," con Puff Daddy y Lil' Kim y "Dead Wrong", un sencillo que más tarde fue remezclado con un verso de Eminem. En el video de "N.O.T.O.R.I.O.U.S." también aparecen 98 Degrees y Fat Joe.
En ese mismo año, Bone Thugs-N-Harmony hizo una canción con Notorious B.I.G 'Notorious Thugz' que fue un gran éxito.
En 2001, uno de los raps de Wallace apareció en el tema "Unbreakable", de Michael Jackson, que se incluía en su álbum multiplatino Invincible. Biggie previamente ya colaboró con Jackson en "This Time Around" de su álbum autobiográfico HIStory. 
En 2002, el productor y amigo de Biggie, Irv Gotti, sampleó su éxito "One More Chance" para la prometedora artista Ashanti. La canción, llamada "Foolish", fue uno de los éxitos de 2002, y el verso de "F*ckin' U Tonite" (de Life After Death) fue incluido en la remezcla.
También en 2002, Combs dio a 50 Cent los derechos del sample de los versos de Wallace del tema "Niggaz" (del álbum Born Again) para una canción llamada "The Realest Niggaz", que tuvo mucho éxito en las emisoras de radio de New York. Muchos han atribuido aquella canción como el primer gran éxito de 50 Cent, hoy en día toda una estrella del hip hop. La canción fue más tarde incluida en la banda sonora de la película "Bad Boys 2" con Martin Lawrence y Will Smith. En 2003, Eminem remezcló la colaboración entre 2Pac y Biggie "Runnin'" y añadió un sample del "Dying to Live" de Edgar Winter. Titulada "Runnin' (Dying To Live)", la canción fue lanzada como sencillo de la banda sonora de Tupac: Resurrection. En 2004, DJ Green Latern remezcló el clásico de Biggie "Everyday Struggle" con una canción popular para el cantante Akon. La canción fue llamada "Ghetto", en la que también aparecen 2Pac, Jadakiss y Styles P.
A finales de 2005 Bad Boy Records publicó Duets: The Final Chapter con colaboraciones con raperos como Eminem, Mobb Deep, Jay-z, Snoop Dogg, Nelly entre otros raperos. El álbum incluye los sencillos Nasty Girl y Spit Your Game.

## Filmografía
Existe una película con los trabajos en vida de Wallace. Antoine Fuqua, el director de Training Day, dirige la película. Esta fue producida por la madre de Wallace y por sus antiguos gerentes, Wayne Barrow y Mark Pitts. La película se llama Notorious y se estrenó el 11 de junio de 2009. Las circunstancias inexplicables sobre la muerte de Wallace también fueron exploradas en el documental de Nick Broomfield llamado Biggie & Tupac, de 2002. El 2018 Netflix lanza la serie Unsolved, guion dramatizado, sobre las investigaciones policiacas en los casos de asesinato de The Notorious B.I.G. y Tupac Shakur.

## Discografía

### Álbumes de estudio
- 1994: Ready to Die
- 1997: Life After Death

### Álbumes póstumos
- 1999: Born Again
- 2005: Duets: The Final Chapter

### Álbumes recopilatorios
- 2007: Greatest Hits

### Bandas sonoras
- 2009: Notorious: Original Motion Picture Soundtrack

### Sencillos
| Año  | Canción                                                                                          | U.S. Hot 100 | Reino Unido | Álbum                    |
| ---- | ------------------------------------------------------------------------------------------------ | ------------ | ----------- | ------------------------ |
| 1993 | "Party and Bullshit"                                                                             | -            | -           | Who's The Man? (BSO)     |
| 1994 | "Juicy" / "Unbelievable"                                                                         | 27           | 72          | Ready to Die             |
| 1995 | "Big Poppa" / "Warning"                                                                          | 6            | 63          | Ready to Die             |
| 1995 | "One More Chance" / "The What" (remix con Faith Evans)                                           | 2            | 34          | Ready to Die             |
| 1997 | "Hypnotize"                                                                                      | 1            | 10          | Life After Death         |
| 1997 | "Mo Money Mo Problems" (con Puff Daddy y Ma$e)                                                   | 1            | 6           | Life After Death         |
| 1997 | "Going Back To Cali"                                                                             | 26           | -           | Life After Death         |
| 1998 | "Sky's The Limit" (con 112)                                                                      | 60           | 35          | Life After Death         |
| 1999 | "Dead Wrong" (con Eminem)                                                                        | 36           | -           | Born Again               |
| 1999 | "Notorious B.I.G." (con Puff Daddy y Lil Kim)                                                    | 67           | 16          | Born Again               |
| 2003 | "The Realist Niggas" (con 50 Cent)                                                               | -            | -           | Born Again               |
| 2004 | "Runnin' (Dying to Live)" (dúo con 2Pac)                                                         | 19           | 17          | Tupac: Resurrection      |
| 2005 | "Spit Your Game" (con Twista y Krayzie Bone / Breaking Old Habit (con T.I. & Slim Thug)          | -            | -           | Duets: The Final Chapter |
| 2005 | "Nasty Girl" (con P. Diddy, Nelly, Jagged Edge y Avery Storm)                                    | 46           | 1           | Duets: The Final Chapter |
| 2006 | "Spit Your Game" (remix con Twista, Krayzie Bone y 8-Ball & MJG) / "Hold Ya Head" con Bob Marley | -            | 64          | Duets: The Final Chapter |
| 2006 | "Whatchu Want - The Comission" (con Jay-Z)                                                       | -            | -           | Duets: The Final Chapter |

### Colaboraciones
| Año  | Canción                                                     | U.S. Hot 100 | Reino Unido | Álbum                             |
| ---- | ----------------------------------------------------------- | ------------ | ----------- | --------------------------------- |
| 1995 | "Can't You See" (Total con The Notorious B.I.G.)            | 13           | 43          | Total                             |
| 1995 | "Only You" (112 con The Notorious B.I.G.)                   | 13           | -           | 112                               |
| 1997 | "Stop The Gunfight" (Trapp con 2Pac & The Notorious B.I.G.) | 77           | -           | Stop the Gunfight: Untold Stories |
| 1997 | "Be the Realist" (Trapp con 2Pac & The Notorious B.I.G.)    | -            | -           | Stop the Gunfight: Untold Stories |